# Teofilo Spasojević
Teofilo Spasojević - em sérvio, Teoфилo Cпacojeвић (21 de janeiro de 1909 - 28 de fevereiro de 1970) foi um futebolista iugoslavo. Ele competiu na Copa do Mundo FIFA de 1930, sediada no Uruguai, na qual a seleção de seu país terminou na quarta colocação dentre os treze participantes.